# Liste du patrimoine culturel immatériel de l'humanité aux Émirats arabes unis
Cet article recense les pratiques inscrites au patrimoine culturel immatériel aux Émirats arabes unis.

## Statistiques
Les Émirats arabes unis ratifient la convention pour la sauvegarde du patrimoine culturel immatériel le 2 mai 2005. La première pratique protégée est inscrite en 2011.
En 2024, les Émirats arabes unis comptent 16 éléments inscrits au patrimoine culturel immatériel, 14 sur la liste représentative et 2 sur la liste du patrimoine immatériel nécessitant une sauvegarde urgente.

## Listes

### Liste représentative
Les éléments suivants sont inscrits sur la liste représentative du patrimoine culturel immatériel de l'humanité :
| Élément | Type | Subdivision | Année | Lien  | Notes | Illus. |
| --- | --- | ----------- | ----- | ----- | --- | ------ |
| Al-Taghrooda, poésie chantée traditionnelle des Bédouins dans les Émirats arabes unis et le Sultanat d'Oman                                                                           | arts du spectacle |             | 2012  | 00744 | Partagé avec Oman |        |
| Al-Ayyala (en), un art traditionnel du spectacle dans le Sultanat d'Oman et aux Émirats arabes unis                                                                                   | arts du spectacle |             | 2014  | 01012 | Partagé avec Oman |        |
| L'Al-Razfa, un art traditionnel du spectacle | arts du spectacle |             | 2015  | 01078 | Partagé avec Oman |        |
| Le Majlis, un espace culturel et social | pratiques sociales, rituels et événements festifs traditions et expressions orales |             | 2015  | 01076 | Partagé avec l'Arabie saoudite, Oman et au Qatar |        |
| Le café arabe, un symbole de générosité | pratiques sociales, rituels et événements festifs traditions et expressions orales |             | 2015  | 02111 | Partagé avec l'Arabie saoudite, Oman et le Qatar Étendu en 2024 à la Jordanie |        |
| La fauconnerie, un patrimoine humain vivant | connaissances et pratiques concernant la nature et l’univers |             | 2016  | 01708 | Partagé avec l'Allemagne, l'Arabie saoudite, l'Autriche, la Belgique, la Corée du Sud, la Croatie, l'Espagne, la France, la Hongrie, l'Irlande, l'Italie, le Kazakhstan, le Kirghizistan, le Maroc, la Mongolie, le Pakistan, les Pays-Bas, la Pologne, le Portugal, le Qatar, la Syrie et la Tchéquie |        |
| Les connaissances, savoir-faire, traditions et pratiques associés au palmier dattier                                                                                                  | connaissances et pratiques concernant la nature et l'univers savoir-faire liés à l'artisanat traditionnel                                                                                    |             | 2019  | 01509 | Partagé avec l'Arabie saoudite, Bahreïn, l'Égypte, l'Irak, la Jordanie, le Koweït, le Maroc, la Mauritanie, Oman, la Palestine, le Qatar, le Soudan, la Tunisie et le Yémen |        |
| Al aflaj, système traditionnel d'irrigation aux EAU, traditions orales, connaissances et savoir-faire liés à sa construction, à son entretien et à la distribution équitable de l'eau | connaissances et pratiques concernant la nature et l'univers savoir-faire liés à l'artisanat traditionnel                                                                                    |             | 2020  | 01577 | |        |
| La course de dromadaires, pratique sociale et patrimoine festif associés aux dromadaires                                                                                              | connaissances et pratiques concernant la nature et l'univers pratiques sociales, rituels et événements festifs                                                                               |             | 2020  | 01576 | Partagé avec Oman |        |
| La calligraphie arabe : connaissances, compétences et pratiques | pratiques sociales, rituels et événements festifs savoir-faire liés à l’artisanat traditionnel                                                                                               |             | 2021  | 01718 | Partagé avec l'Arabie saoudite, l'Algérie, Bahreïn, l'Égypte, l'Irak, la Jordanie, le Koweït, le Liban, la Mauritanie, le Maroc, Oman, la Palestine, le Soudan, la Tunisie et le Yémen |        |
| Al talli, savoir-faire traditionnels de la broderie aux Émirats arabes unis | savoir-faire liés à l’artisanat traditionnel |             | 2022  | 01712 | |        |
| Alheda'a (en), traditions orales de l'appel des troupeaux de dromadaires | traditions et expressions orales connaissances et pratiques concernant la nature et l’univers                                                                                                |             | 2022  | 01717 | Partagé avec l'Arabie Saoudite et Oman |        |
| Le plat harees : savoir, savoir-faire et pratiques | traditions et expressions orales pratiques sociales, rituels et événements festifs connaissances et pratiques concernant la nature et l'univers savoir-faire liés à l'artisanat traditionnel |             | 2023  | 01744 | Partagé avec l'Arabie saoudite et Oman |        |
| Le henné : rituels, esthétique et pratiques sociales | pratiques sociales, rituels et événements festifs savoir-faire liés à l'artisanat traditionnel                                                                                               |             | 2024  | 02116 | Partagé avec l'Algérie, l'Arabie saoudite, Bahreïn, l'Égypte, l'Irak, la Jordanie, le Koweït, le Maroc, la Mauritanie, Oman, la Palestine, le Qatar, le Soudan, la Tunisie et le Yémen |        |

### Patrimoine immatériel nécessitant une sauvegarde urgente
Les Émirats arabes unis comptent 2 éléments listés sur la liste du patrimoine immatériel nécessitant une sauvegarde urgente :
| Élément                                                                      | Type                                         | Subdivision | Année | Lien  | Notes | Illus. |
| ---------------------------------------------------------------------------- | -------------------------------------------- | ----------- | ----- | ----- | ----- | ------ |
| Al Sadu (en), tissage traditionnel dans les Émirats arabes unis              | savoir-faire liés à l’artisanat traditionnel |             | 2011  | 00517 |       |        |
| L'Al ‘azi, art de la poésie, symbole de louange, de fierté et de force d'âme | arts du spectacle                            |             | 2017  | 01268 |       |        |

### Registre des meilleures pratiques de sauvegarde
Les Émirats arabes unis ne comptent aucune pratique listée au registre des meilleures pratiques de sauvegarde.